# Moshidora
Moshidora (もしドラ?), el título completo es Moshi Kōkō Yakyū no Joshi Manager ga Drucker no Management o Yondara (もし高校野球の女子マネージャーがドラッカーの『マネジメント』を読んだら?), es una novela Japonesa del 2009 escrita por Natsumi Iwasaki, que trata sobre Minami Kawashima una chica de instituto, la cual dirige el equipo de béisbol de su escuela de béisbol con la dirección de Peter Drucker: donde las tareas, responsabilidades y prácticas son la prioridad para poder unir nuevamente a sus compañeros de equipo que están desanimados. La novela fue adaptada al anime con un total de 10 episodios, será transmitida por NHK y producida por Production I.G. Originalmente programado para transmitirse el 14 de marzo de 2011, pero fue pospuesto debido al terremoto y el tsunami de Japón y en su lugar se emitió entre el 25 de abril de 2011 y 6 de mayo de 2011. Una película de acción en vivo también se está poduciendo y se estima el lanzamiento para junio del 2011.

## Personajes
Minami Kawashima (川島 みなみ Kawashima Minami?)
 Seiyū: Yōko Hikasa
La protagonista de la historia, Minami es una chica de secundaria que odia el béisbol, aunque tenía el sueño de convertirse en una jugadora profesional de béisbol, pero este sueño fue destrozado cuando era niña. Cuando su mejor amiga, Yuki, está hospitalizada por una enfermedad, Minami toma su lugar como directora del equipo de béisbol de la escuela, teniendo al libro "Management" de Peter Drucker como punto de referencia.
Yuki Miyata (宮田 夕紀 Miyata Yuki?)
 Seiyū: Kana Hanazawa
La mejor amiga de Minami. Ella ha tenido una frágil condición, desde cuando era pequeña y se había hospitalizado tras convertirse en el mánager del equipo de béisbol. Se unió al equipo porque le hacía recordar a Minami cuando jugaba béisbol, además de cumplir el sueño de tener al equipo en las nacionales. Sin embargo, aun cuando el equipo llegó a la final del torneo de la prefectura, sucumbe a su enfermedad terminal y fallece.

## Medios de comunicación

### Manga
La adaptación del manga empezó a serializarse en la revista Super Jump de la editorial Shueisha el 22 de diciembre de 2010. 

### Anime
En octubre del 2010, la cadena japonesa NHK anunció que un anime de 10 episodios basada en la novela "Moshidora" saldrá al aire a partir de marzo del 2011. Dirigido a hombres y mujeres de entre 30 y 40 años, la serie de anime es producida por Production I.G bajo la dirección de Takayuki Hamana. El guion será escrito por Jun'ichi Fujisaku mientras que Jun Sato compone la música. El Opening es "Yume Note" (夢ノート?) interpretado por Azusa y el Ending es "Daisuki dayo" (大好きだよ?) interpretado por Momo. La serie está programada para emitirse desde el 14 de marzo de 2011 hasta el 25 de marzo de 2011.

### Recepción
La novela vendió 1,81 millones de copias durante su primer año y se convirtió en el éxito del año en Japón.